# J. E. A. Wey
Joseph Edet Akinwale Wey (faleceu em 12 de dezembro de 1990) foi um oficial da marinha nigeriano que serviu, em vários momentos, como chefe da Marinha da Nigéria, na qualidade de Ministro dos Negócios Estrangeiros, e Chefe de Gabinete do Quartel-General Supremo, tornando-se o vice-presidente de facto da Nigéria durante o regime de Yakubu Gowons. Ele foi forçado a se aposentar por Murtala Mohammed, que derrubou Gowon em um golpe.